# Зірка (Каховський район)
Зі́рка — село в Україні, в Костянтинівській сільській громаді Каховського району Херсонської області. Населення становить 239 осіб. Клуб. Бібліотека.
24 лютого 2022 року село тимчасово окуповане російськими військами під час російсько-української війни.

## Населення
Згідно з переписом УРСР 1989 року чисельність наявного населення села становила 227 осіб, з яких 118 чоловіків та 109 жінок.
За переписом населення України 2001 року в селі мешкало 237 осіб.

### Мова
Розподіл населення за рідною мовою за даними перепису 2001 року:
| Мова       | Відсоток |
| ---------- | -------- |
| українська | 93,31 %  |
| російська  | 3,77 %   |
| інші       | 2,92 %   |